# 克雷頓大學
克雷頓大學（英語：Creighton University）是位於美國內布拉斯加州奧馬哈的一所私立天主教大學，隸屬於耶穌會，歷史可追溯至1878年，其名是為了紀念當時捐款給該大學20萬美元的美國慈善家瑪麗·盧克雷西亞·克雷頓（Mary Lucretia Creighton，1834 – 1876），1958年一部分分離出來形成克雷頓預科學校（Creighton Preparatory School），另一部分形成現在的克雷頓大學。2017年《美國新聞與世界報道》在“中西部地區大學”排名中將其列在第1位。

## 外部連結
- Creighton University （页面存档备份，存于）
- Creighton Athletics（页面存档备份，存于）